# زي عود الكبريت (فلم)
زي عود الكبريت هو أخر أعمال الفنان الراحل حسين الإمام وتجربته الإخراجية الوحيدة، وتاريخ عرضه 2016.

## فكرة
- هي فكرة كوميدية لحسين الإمام عبارة عن دمج (21) مشهد من مشاهد لممثلي «عصر الفن الجميل». مع مشاهد جديدة من تأليف وبطولة حسين الإمام.[6] [7]

## بطولة
| اسم الفنان    | الدور                         |
| ------------- | ----------------------------- |
| حسين الإمام   | وحيد عزت                      |
| سحر رامي      | زيزيت                         |
| خالد محروس    | زكى بشكها-منقى                |
| زكريا عامر    | خيار                          |
| رندا السبكي   | نرجس جاز باند                 |
| فاتن حمامة    | ليلى (مشاهد أرشيفية)          |
| هند رستم      | لوله.(مشاهد أرشيفية)          |
| ليلى فوزي     | جلنار.(مشاهد أرشيفية)         |
| فاطمة رشدي    | مشاهد أرشيفية                 |
| أمينة رزق     | نينا (مشاهد أرشيفية)          |
| ماجدة الخطيب  | أنيسة (مشاهد أرشيفية)         |
| فريد شوقي     | سلطان (مشاهد أرشيفية)         |
| عماد حمدي     | أنيس (مشاهد أرشيفية)          |
| نور الشريف    | مشاهد أرشيفية                 |
| كمال الشناوي  | مشاهد أرشيفية                 |
| حسين رياض     | بهجت (مشاهد أرشيفية)          |
| محمود المليجي | جسور (مشاهد أرشيفية)          |
| سراج منير     | حافظ (مشاهد أرشيفية)          |
| فاخر فاخر     | صبى جسور (مشاهد أرشيفية)      |
| يوسف شعبان    | سرحان البحيرى (مشاهد أرشيفية) |
| سمير صبري     | ممس (مشاهد أرشيفية)           |
| محمود شكوكو   | مشاهد أرشيفية                 |
| شريفة ماهر    | مشاهد أرشيفية                 |
| سامية جمال    | والده وحيد (مشاهد أرشيفية)    |
| أحمد علام     | مربى وحيد (مشاهد أرشيفية)     |
| زهرة العلا    | مشاهد أرشيفية                 |
| محمد الطوخي   | طبيب ليلى (مشاهد أرشيفية)     |
| حسين إسماعيل  | شوقى شوشة (مشاهد أرشيفية)     |
| محسن سرحان    | عزت (مشاهد أرشيفية)           |